# Nanyang Commercial Bank
Nanyang Commercial Bank Limited (NCB, 南洋商業銀行) — гонконгский коммерческий банк, входящий в десятку крупнейших банков города. Основан в 1949 году. Штаб-квартира расположена в Nanyang Commercial Bank Building в Центральном районе на острове Гонконг. Банк имеет 43 отделения в Гонконге и дочерний банк в Шанхае — Nanyang Commercial Bank (China), который в свою очередь имеет 39 отделений в материковом Китае. 
По состоянию на 2016 год совокупный доход банка составлял 351 млн долларов США, а активы — 44,6 млрд долларов США. Nanyang Commercial Bank полностью принадлежит пекинской финансовой компании China Cinda Asset Management, которая в свою очередь находится под контролем Министерства финансов Китая и государственного Национального фонда социальной защиты.

## Сфера деятельности
Nanyang Commercial Bank специализируется на обслуживании корпоративных клиентов, особенно торговых компаний. Он предоставляет следующие услуги — личное страхование, корпоративное страхование, управление частным капиталом, корпоративные банковские и инвестиционные услуги, трастовые и казначейские услуги, розничный банкинг, депозитарная деятельность, валютные операции, торговля ценными бумагами, ипотечное кредитование, мобильный и интернет-банкинг. Nanyang Commercial Bank работает через крупнейшую в Гонконге и Макао сеть банкоматов JETCO.

## История
Nanyang Commercial Bank основан 14 декабря 1949 года в британском Гонконге при участии китайских властей. Наньян с китайского языка переводится как «Южный океан» и в китаецентризме обозначает страны Юго-Восточной Азии, лежащие южнее материкового Китая. Первоначально банк специализировался на обслуживании денежных переводов хуацяо, которые осели в Таиланде, Малайзии, Сингапуре, Индонезии и на Филиппинах.
В начале 1950-х годов Nanyang Commercial Bank оказался под фактическим контролем китайского государственного Bank of China, который в 1975 году нарастил свою долю в капитале NCB. В 1982 году Nanyang Commercial Bank открыл отделение в особой экономической зоне Шэньчжэня (это был первый филиал иностранного банка в материковом Китае после прихода к власти коммунистов). 
В 1999 году Bank of China провёл реструктуризацию и выделил Nanyang Commercial Bank в самостоятельный филиал. В декабре 2007 года в Шанхае начал работать дочерний банк NCB (China). В 2015 году Bank of China продал Nanyang Commercial Bank пекинской государственной банковской группе China Cinda, официально сделка была закрыта 30 мая 2016 года.

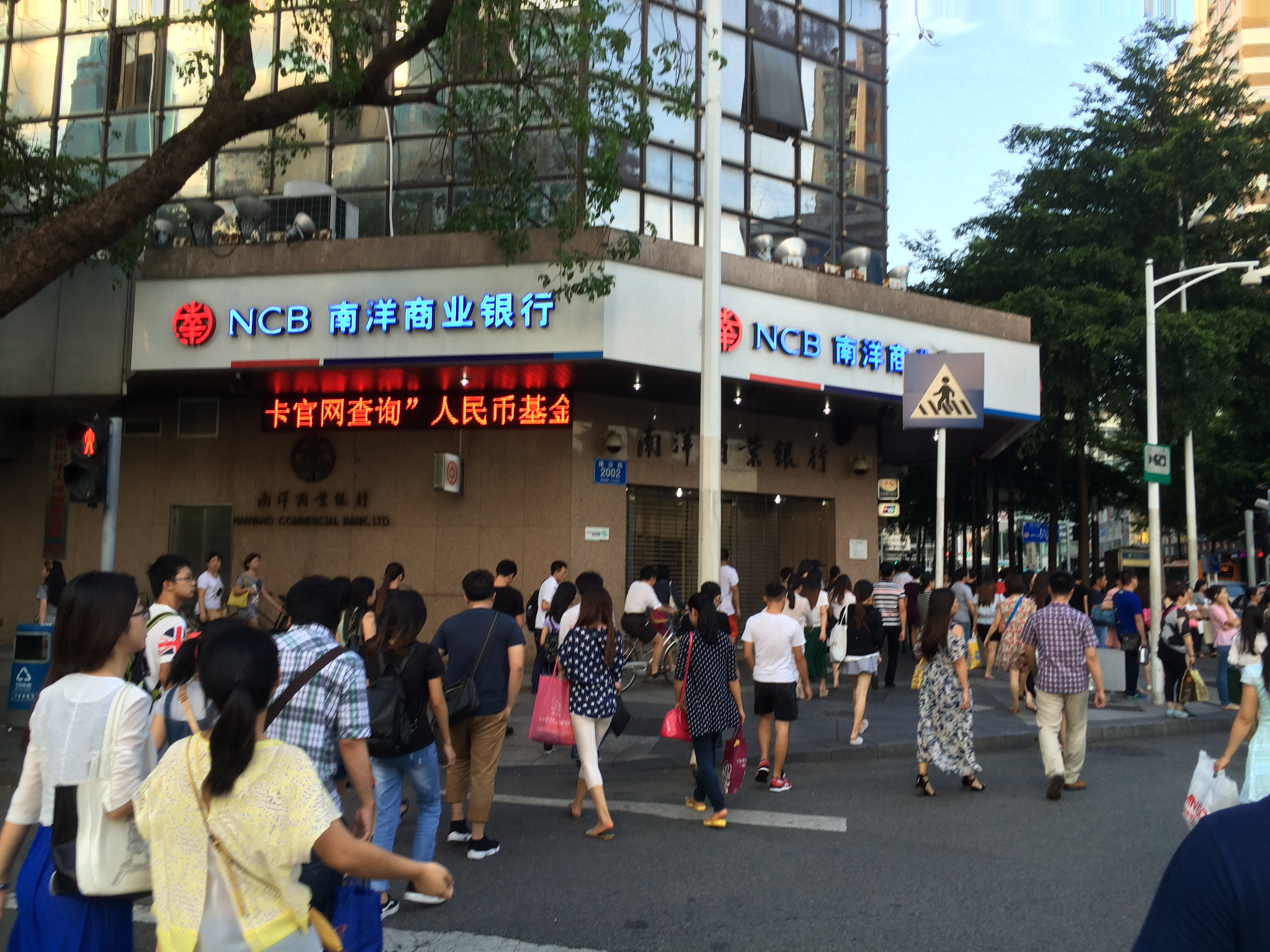
Отделение в Шэньчжэне
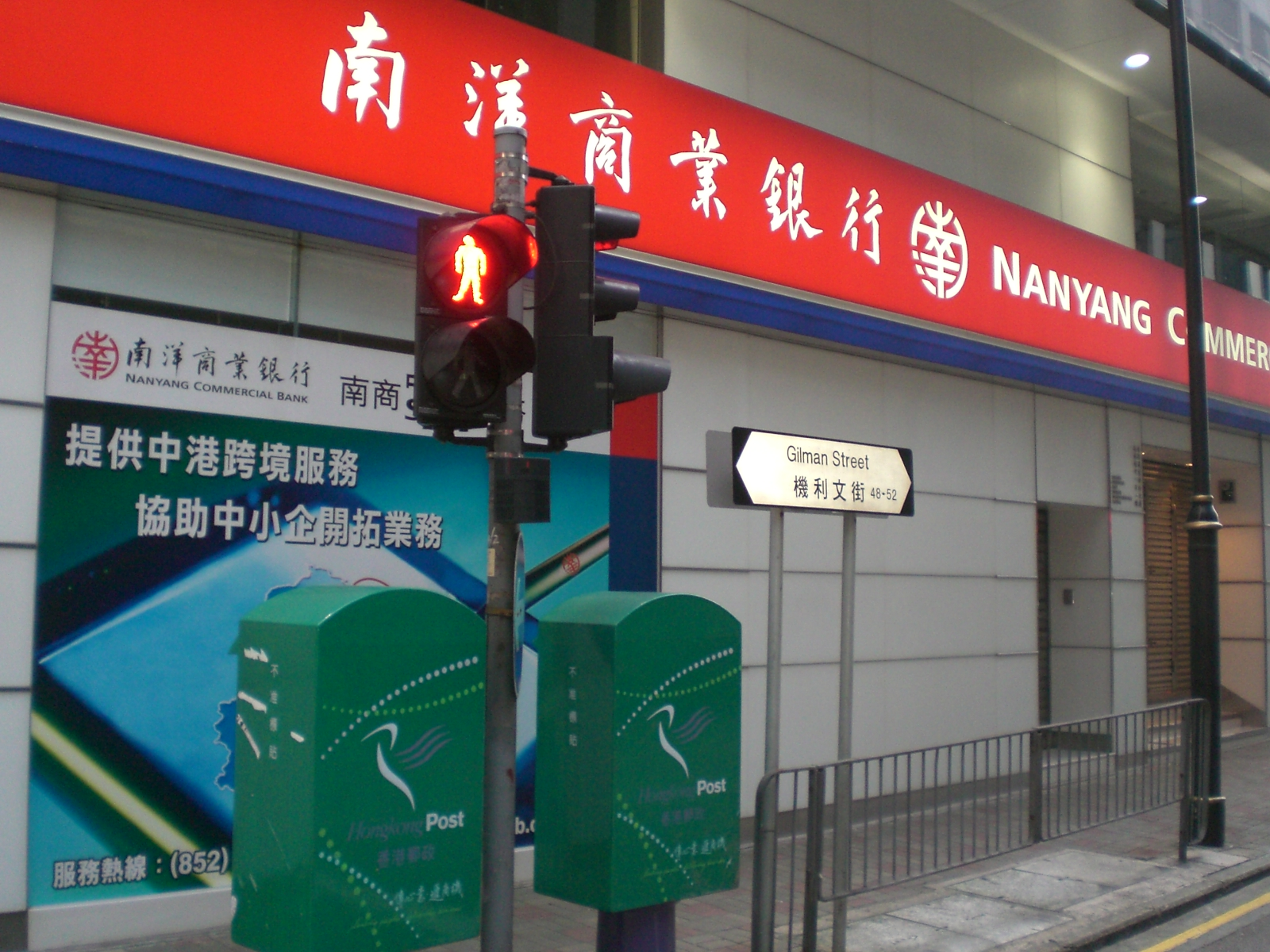
Отделение в Гонконге